# Cédric Van Branteghem
Cédric Marie Carlos Thérèse Van Branteghem (Gent, 13 maart 1979) is een voormalige Belgische atleet, die gespecialiseerd was in het loopnummer over 400 m. Hij nam tweemaal deel aan de Olympische Spelen en maakte deel uit van het estafetteteam dat in 2008 op de Olympische Spelen vierde werd en hierbij het Belgische record op de 4 x 400 m estafette verbeterde. Voor zijn atletiekprestaties kreeg hij tweemaal (2002, 2003) de Gouden Spike uitgereikt. Vanaf 1 maart 2022 is Van Branteghem CEO van het BOIC.

## Biografie

### Eerste EK's en nationaal record
Van Branteghem was nog twintig, toen hij op de 400 m voor de eerste maal optrad in een Europees kampioenschap, de Europese indoorkampioenschappen van 2000 in Gent. Hij kwam die eerste keer niet verder dan de reeksen. Twee jaar later drong hij op hetzelfde kampioenschap in Wenen al door tot de halve finale en nog in datzelfde jaar behaalde hij op de Europese kampioenschappen in München zijn eerste finaleplaats: hij werd er zesde in 45,95 s, op dat moment zijn beste tijd.
Intussen was hij op de 400 m in 2001 voor de eerste maal Belgisch kampioen geworden. In de loop van zijn atletiekcarrière zou hij tot en met 2009 nog zeven nationale titels aan zijn palmares toevoegen.
In 2003 liep Van Branteghem een Belgisch record op de Memorial Van Damme met een tijd van 45,02, waarmee hij de oude toptijd op naam van Fons Brydenbach na 27 jaar uit de boeken veegde. In 2004 was hij lid van de Belgische ploeg voor de Olympische Spelen van Athene. Hij kwam door de voorrondes heen met 45,70, maar werd in de halve finale uitgeschakeld met een tijd van 46,03.
In 2006 nam Cédric Van Branteghem deel aan de EK te Göteborg, maar moest in de halve finale al na 100 meter de strijd staken vanwege een blessure. Het duurde lang, voordat hij hiervan was hersteld. In 2007 liep hij zegge en schrijve één 400 m voor de Flanders Cup in 46,96. Voor het overige beperkte hij zich tot enkele 200 meters. Pas in 2008 kon hij weer vrijuit lopen, zonder zich na afloop van een wedstrijd af te hoeven vragen, waar hij nu weer pijn zou hebben. Nota bene een mondstuk dat zijn lichaam meer in evenwicht bracht en een drastisch andere trainingsaanpak lagen hieraan ten grondslag.

### Voorbereiding op OS 2008

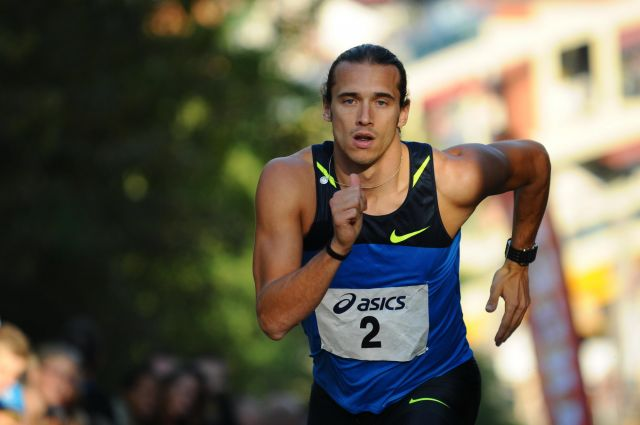
Van Branteghem in 2008

Halverwege het olympische jaar 2008 kon Cédric Van Branteghem terugzien op een geslaagde eerste seizoenshelft. Een allereerste succes vond plaats op 31 mei in Neerpelt waar een 4 x 400 meterploeg, die naast hem bestond uit Jonathan Borlée, Kevin Borlée en Kristof Beyens, met een tijd van 3.02,51 het 27 jaar oude nationale record verbeterde. Dit record, gevestigd op 5 juli 1981, stond met 3.03,68 al die tijd op naam van Eddy Deleeuw, Danny Roelandt, Rik Vandenberghe en Fons Brydenbach. De nieuwe recordhouders, die in Neerpelt voor de eerste keer in deze samenstelling aantraden, misten de olympische limiet met een honderdste seconde. Veertien dagen later werd tijdens de Atletissima-meeting in Namen echter ook deze barrière geslecht. Met Nils Duerinck in plaats van Kristof Beyens liet het Belgische kwartet ditmaal 3.02,13 noteren, alweer 38 honderdste seconde sneller dan in Neerpelt.
Dat Van Branteghem in goeden doen verkeerde, toonde hij vervolgens andermaal aan op 27 juni in Villeneuve-d'Ascq, waar hij met 45,24 zijn beste 400 m sedert het olympisch jaar 2004 op de tabellen bracht. Ten slotte maakte hij aan alle twijfels over een eventueel individueel optreden in Peking een eind door op 5 juli in Madrid een sterk bezette 400 meterwedstrijd te winnen in 45,13. Hiermee dook hij beneden de olympische limiet van 45,20 en benaderde hij z’n eigen nationaal record tot op amper 11/100sten.

### Finaleplaats in Peking
Op 18 augustus 2008 plaatste Cédric Van Branteghem zich in Peking in 45,54 met een derde plaats in zijn serie 400 m sprint voor de halve finale, waarin hij een dag later niet verder kwam dan een achtste plaats. Op 22 augustus nam hij vervolgens deel aan de series 4 x 400 m estafette, waarin hij zich met zijn teamgenoten Arnaud Ghislain en de tweelingbroers Jonathan en Kevin Borlée wél voor de finale plaatste door het Belgisch record te verbeteren tot 3.00,67. In de finale werd hetzelfde viertal ten slotte vijfde en verpulverde hierbij het nationale record tot 2.59,37. De wedstrijd werd gewonnen door de Amerikaanse estafetteploeg, die met 2.55,39 een olympisch record liep. Nadat een lid van de Russische ploeg werd betrapt op het gebruik van doping, werd deze ploeg uit de uitslag geschrapt, waardoor de Belgische ploeg naar de vierde plaats promoveerde.

### Opnieuw estafettesucces
In 2009 verscheen Van Branteghem aan de start van menige sterk bezette internationale meeting en altijd eiste hij wel een finaleplaats voor zich op. Zijn beste prestatie in dit verband leverde hij opnieuw in Madrid, waar hij op 4 juli op de 400 m in 45,67 tweede werd. Dat was enkele weken, nadat hij tijdens de allereerste Europacup-wedstrijd voor landenteams in het Noorse Bergen de 400 m had gewonnen.
Vervolgens werd de atleet uit Lovendegem voor het eerst sinds 2005 weer Belgisch kampioen, alvorens af te reizen naar Berlijn, waar hij tijdens de wereldkampioenschappen in augustus zou optreden op de 400 m individueel en als lid van de nationale ploeg op de 4 x 400 m. Op de individuele 400 m werd hij zesde in zijn reeks en was hiermee uitgeschakeld. Op de 4 x 400 m estafette won het Belgische estafetteteam, dat naast Van Branteghem bestond uit Antoine Gillet, Nils Duerinck en Kevin Borlée, onverwacht zijn serie in 3.02,13. Een dag later deed het viertal er in de finale nog een schepje bovenop. Dit resulteerde in een vierde plaats met een tijd van 3.01,88, de beste seizoenprestatie. Slechts iets meer dan twee seconden bleven zij verwijderd van het nationale record van het jaar ervoor in Peking. En dit alles zonder de Belgische recordhouder op de 400 m, Jonathan Borlée, die in Berlijn vanwege een blessure werkeloos moest toekijken.
Op grond van hun prestaties in Berlijn werden Antoine Gillet, Cédric Van Branteghem, Nils Duerinck en Kevin Borlée aan het eind van 2009 gekozen tot Belgische sportploeg van het jaar.

### Zilver en brons
De Belgische nationale 4 x 400 meterploeg is er één om rekening mee te houden. Voor zover dat nog niet voldoende was gebleken uit de prestaties uit voorgaande jaren, werd dit andermaal duidelijk tijdens de wereldindoorkampioenschappen van 2010 in Doha, de hoofdstad van Qatar. Nadat in de eerste ronde Nils Duerinck, de van hun voetblessures herstelde Borlée-tweeling en Antoine Gillet hun land op dit nummer via een onbedreigde serie-overwinning aan een finaleplaats hadden geholpen in 3.08,84, een Belgisch record, werd in die finale Van Branteghem voor Duerinck ingezet. In deze samenstelling bleek het Belgische viertal in 3.06,94, alweer een recordverbetering, nog eens bijna twee seconden sneller. Hiermee veroverden zij de zilveren medaille, want alleen de Amerikanen bleven met hun 3.03,40 onbereikbaar.
In het daarop volgende buitenseizoen kwam Van Branteghem vanwege een voetblessure nauwelijks in actie. Maar op de EK in Barcelona eind juli was hij weer voldoende fit om zijn aandeel te leveren in de prestaties van de Belgische estafetteploeg. Nadat hij in de serie van de 4 x 400 m samen met Antoine Gillet, Nils Duerinck en Kevin Borlée in 3.03,49 de winst had gepakt, finishte hij een dag later in het slotnummer van het toernooi met Arnaud Destatte, Kevin en Jonathan Borlée als derde in 3.02,60 in een spannende finale, waarin de Russische (eerste in 3.02,14), Britse (tweede in 3.02,25), Belgische en Duitse (vierde in 3.02,65) ploegen aan elkaar gewaagd bleken.

### Afscheid
Vervolgens kondigde Cédric Van Branteghem op 23 augustus 2010 zijn afscheid aan. Hij nam deze beslissing, omdat hij de laatste jaren steeds vaker kampte met blessures. Hij liep zijn laatste wedstrijd op 27 augustus 2010 op de Memorial Van Damme, waaraan hij goede herinneringen bewaarde (hij liep er in 2003 een Belgisch record op de 400 m en zette daarmee de trend voor de huidige generatie). Hij werd achtste in een tijd van 46,31. Als afsluiting van zijn uitzonderlijke carrière kreeg hij het Vlaams Sportjuweel, een prijs van de Vlaamse Gemeenschap, die maar een keer kan gewonnen worden.
Van Branteghem liep bij de Gentse club Standaard Ajax Gent.

### Memorial Van Damme
Sinds februari 2017 was Van Branteghem meetingdirecteur van de Memorial Van Damme, een jaarlijks terugkerende atletiekwedstrijd in het Koning Boudewijnstadion die deel uitmaakt van de internationale IAAF Diamond League. Hij volgde in deze functie medeoprichter Wilfried Meert op, nadat hij reeds sinds september 2015 assistent-meetingdirecteur was geweest.

### BOIC
Begin december 2021 werd Van Branteghem benoemd tot de nieuwe CEO van het Belgisch Olympisch en Interfederaal Comité (BOIC) ter vervanging van Philippe Vander Putten, die ermee stopt na de Olympische Winterspelen van 2022 om zich toe te leggen op andere projecten. Van Branteghem verliet het sportbedrijf Golazo dat de Memorial Van Damme organiseert. Op 1 maart 2022 volgt hij Vander Putten officieel op.

## Privé
Van Branteghems moeder is Brigitte Van Schoote, advocate te Gent en kandidaat gemeenteraadslid voor CD&V bij de verkiezingen van 14 oktober 2018.

## Belgische kampioenschappen
Outdoor
| Onderdeel | Jaar             |
| --------- | ---------------- |
| 200 m     | 2002, 2003, 2006 |
| 400 m     | 2001, 2005, 2009 |

Indoor
| Onderdeel | Jaar |
| --------- | ---- |
| 200 m     | 2003 |
| 400 m     | 2002 |

## Persoonlijke records
Outdoor
| Onderdeel | Prestatie       | Datum            | Plaats       |
| --------- | --------------- | ---------------- | ------------ |
| 100 m     | 10,54 s         | 29 mei 2003      | Sint-Niklaas |
| 200 m     | 20,60 s         | 9 augustus 2003  | Jambes       |
| 300 m     | 32,53 s         | 14 juni 2003     | Woluwe       |
| 400 m     | 45,02 s (ex-NR) | 5 september 2003 | Brussel      |

Indoor
| Onderdeel | Prestatie    | Datum            | Plaats     |
| --------- | ------------ | ---------------- | ---------- |
| 200 m     | 21,29 s      | 16 februari 2003 | Gent       |
| 400 m     | 46,18 s (NR) | 21 februari 2003 | Birmingham |

## Palmares

### 200 m
- 2002:  BK AC - 20,73 s
- 2003:  BK indoor AC - 21,29 s
- 2003:  BK AC - 20,52 s
- 2003: 7e in ¼ fin. WK in Parijs - 20,70 s
- 2006:  BK AC - 20,92 s

### 400 m
Kampioenschappen
- 2000: 4e in serie EK indoor in Gent - 47,78 s
- 2001: 4e in serie EK U23 in Amsterdam - 47,65 s
- 2001:  BK AC - 46,35 s
- 2002:  BK indoor AC - 46,93 s
- 2002: 5e in ½ fin. EK indoor in Wenen - 46,95 s
- 2002: 6e EK in München - 45,95 s
- 2003: 5e in ½ fin. WK indoor in Birmingham - 47,01 s
- 2003: 6e in ½ fin. WK in Parijs - 45,27 s
- 2003: 7e Wereldatletiekfinale in Monaco - 46,02 s
- 2004: 8e in ½ fin. OS in Athene - 46,03 s (serie: 45,70 s)
- 2005:  BK AC - 45,59 s
- 2005: 5e in serie WK in Helsinki - 46,42 s
- 2005: 4e Universiade in İzmir - 46,17 s
- 2006:  BK indoor AC - 46,93 s
- 2006:  Europacup in Praag - 46,37 s
- 2006: DNF in ½ fin. EK in Göteborg
- 2008: 8e in ½ fin. OS in Peking - 45,81 s (serie: 45,54 s)
- 2009:  BK AC - 46,07 s
- 2009: 6e in serie WK in Berlijn - 45,94 s

Golden League-podiumplekken
- 2003:  Bislett Games – 45,55 s
- 2003:  Memorial Van Damme – 45,02 s (ex-NR)

### 4 x 400 m
- 2002: DNF in World Cup in Madrid (met Europese ploeg)
- 2008: 4e OS in Peking - 2.59,37 (NR)
- 2009: 4e WK in Berlijn - 3.01,88
- 2010:  WK indoor - 3.06,94 (NR)
- 2010:  EK - 3.02,60

## Onderscheidingen
- 2002: Gouden Spike
- 2003: Gouden Spike
- 2009: Sportploeg van het jaar
- 2010: Vlaams Sportjuweel
- 2010: Sportploeg van het jaar

1982 Annie Lambrechts · 1983 Eddy Annys · 1984 Ingrid Berghmans · 1985 niet uitgereikt · 1986 William Van Dijck · 1987 Wim Van Belleghem · 1988 Robert Van de Walle · 1989 niet uitgereikt · 1990 Ulla Werbrouck · 1991 Sabine Appelmans · 1992 Annelies Bredael · 1993 Gella Vandecaveye · 1994 Brigitte Becue · 1995 Fred Deburghgraeve · 1996 Luc Van Lierde · 1997 Stefan Everts · 1998 Sven Nys · 1999 Marleen Renders · 2000 Filip Meirhaeghe · 2001 Kim Clijsters · 2002 Kim Gevaert · 2003 Benny Vansteelant · 2004 Gino De Keersmaeker · 2005 Kathleen Smet · 2006 Tia Hellebaut · 2007 estafetteploeg 4x100m dames · 2008 Kenny De Ketele · 2009 Tom Goegebuer · 2010 Cédric Van Branteghem · 2011 Evi Van Acker · 2012 Hans Van Alphen and Marieke Vervoort · 2013 Frederik Van Lierde · 2014 Bart Swings · 2015 Jaouad Achab · 2016 Peter Genyn · 2017 Seppe Smits · 2018 Nina Derwael · 2019 Emma Meesseman · 2020 niet uitgereikt · 2021 Belgische hockeyploeg (mannen) · 2022 Remco Evenepoel  · 2023 Lotte Kopecky